# Julius Obsequens
Julius Obsequens (4. század közepe) római író.

## Élete
Egyetlen ismert munkájában összeállította Livius munkája nyomán az annak római történetében szereplő csodás előjelek jegyzékét „Prodigiorum liber" cím alatt. A műből a Kr. e. 249 – Kr. e. 212. évre vonatkozó rész maradt ránk.